# Bulbostylis andringitrensis
Bulbostylis andringitrensis är en halvgräsart som beskrevs av Henri Chermezon. Bulbostylis andringitrensis ingår i släktet Bulbostylis och familjen halvgräs. Inga underarter finns listade i Catalogue of Life.